# Grand Funk Railroad
Grand Funk Railroad, souvent écourté Grand Funk, est un groupe américain de hard rock, originaire de Flint, dans le Michigan, formé en 1969 par Mark Farner, Don Brewer et Mel Schacher.

## Historique

### Formation (1969)
Le nom du groupe provient de la compagnie Grand Trunk Western Railroad, une ligne de chemin de fer qui traverse leur ville natale, Flint, dans le Michigan. Le trio sort un premier album en 1969, On Time, qui leur vaudra un disque d'or.
Ils sortent un deuxième album, plus tard la même année (1969), Grand Funk, aussi connu sous le titre The Red Album, qui contient une reprise des Animals, Inside Looking Out. En 1970, le groupe sort l'album Closer to Home qui se classera 5e au classement américain et contient la chanson I'm Your Captain (Closer to Home), qui dure plus de neuf minutes et est une exception dans le matériel habituel de Grand Funk. L'utilisation d'un orchestre de cordes pour la deuxième partie la différencie totalement de leur musique habituelle. Entre 1969 et 1972, cinq de leurs huit albums sont certifiés disque de platine.

### Années 1970
En 1971, paraît l'album Survival, qui comprend la reprise d'une chanson de Traffic, Feelin' Allright (reprise aussi par Joe Cocker), et une autre des Rolling Stones, Gimme Shelter. Puis sort E Pluribus Funk où le groupe affirme son style particulier axé sur la voix puissante de Mark Farner, qui est un des signes distinctifs de Grand Funk sur la scène hard rock en pleine expansion. Avec Phoenix, le style change quelque peu, s'éloignant du hard rock pour aller plus vers le rock FM, le claviériste Craig Frost rejoint le trio, et l'album accueille aussi le violoniste Doug Kershaw comme invité.
En 1973 et 1974, le groupe sort successivement ses deux plus gros succès, l'album We're An American Band, porté par le single éponyme, puis l'album Shinin' On, contenant la reprise de la chanson de Carole King et Gerry Goffin, The Locomotion. Ces deux singles se classent dans les charts américains, restant le titre le plus emblématique du groupe. En 2013, la reprise de Rob Zombie lui offre une seconde jeunesse dans les charts. Fin 1974, le groupe sort l'album All the Girls in the World Beware, qui propose une version de Some Kind of Wonderful, mais son successeur, Born to Die, marque un recul en termes de succès et de nombreuses tensions apparaissent au sein de la formation.
En 1976, alors que le groupe venait de se séparer, ils apprennent que Frank Zappa démontre un intérêt à produire un album avec eux s'ils se réunissent à nouveau, ce qu'ils acceptent de faire. Sort ainsi l'album Good Singin', Good Playin' sur lequel participe exceptionnellement Zappa à la guitare solo sur le titre Out to Get You et aux chœurs sur Rubberneck, en plus de la production. Pourtant, malgré les encouragements de Zappa, le groupe décide de se séparer avant même la sortie de l'album.

### Années 1980–1990
Mark Farner reforme le groupe en 1980 avec le batteur original Don Brewer et deux nouveaux membres, le claviériste Lance Duncan et le bassiste Dennis Bellinger, et sort l'album Grand Funk Lives en 1981. Composé presque entièrement de compositions originales de Mark Farner, sauf pour la reprise d'une chanson de Barry Mann et Cynthia Weil (We Gotta Get Out of this Place qui avait déjà été reprise par les Animals). Puis en 1983 sort leur dernier album avant la séparation, What's Funk, en trio puisque le claviériste Lance Duncan est absent, Mark Farner tenant à sa place les claviers sur ce disque qui contient une reprise du succès de James Brown et Betty Jean Newsome, It's a Man's World. Puis, Grand Funk cesse d'exister jusqu'à la fin des années 1990 où le trio d'origine se retrouve pour organiser une tournée mondiale jusqu'en Europe de l'Est, qui remporte un fort succès[réf. nécessaire], le groupe retrouvant son style d'origine.

### Années 2000–2023

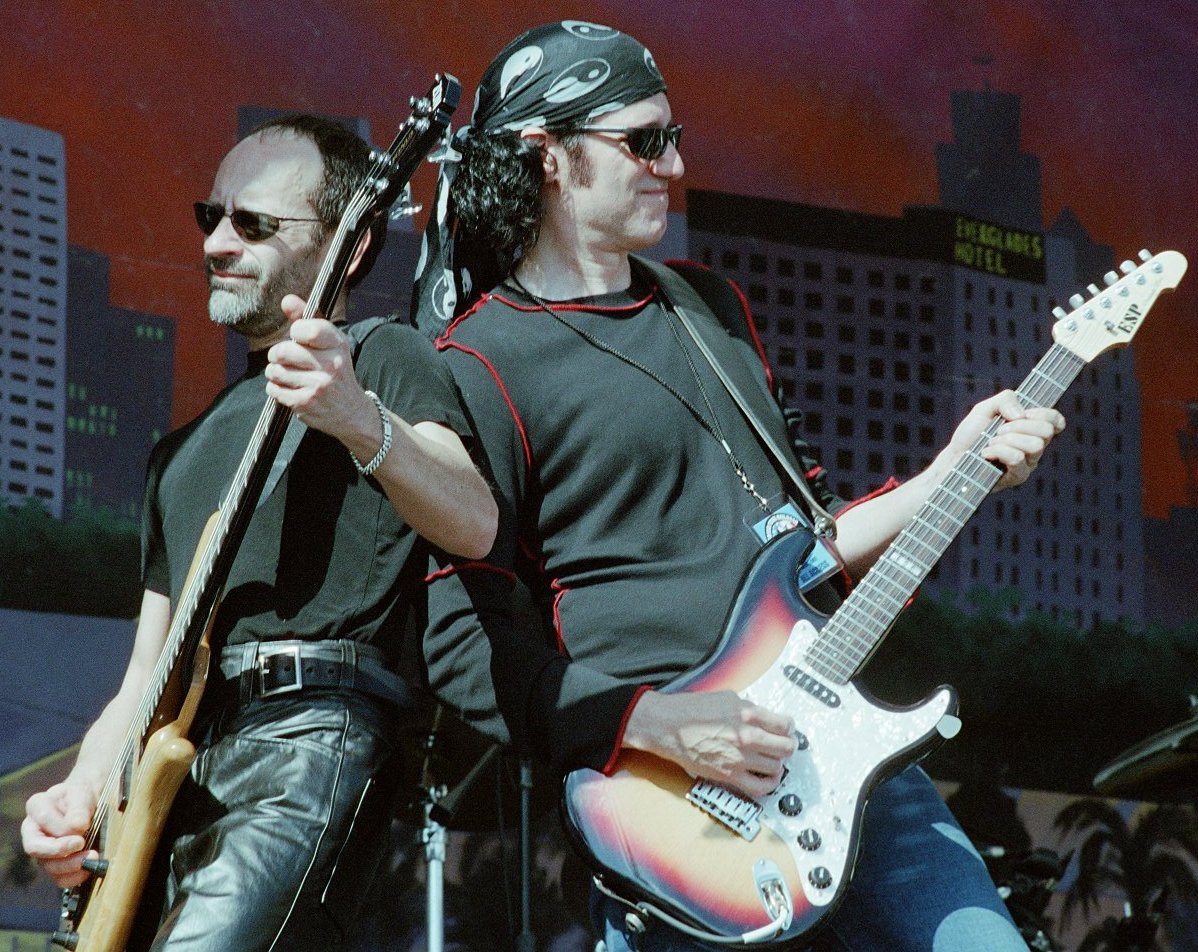
Mel Schacher et Bruce Kulick, lors d'un concert à Hallandale Beach en janvier 2002.

Depuis, une reformation avec le chanteur Max Carl et le guitariste Bruce Kulick tente de perpétuer les « Thirty Years of Funk », avec des tournées depuis début 2000 aux États-Unis. Le bassiste Mel Schacher et le batteur Don Brewer sont les deux seuls qui restent du groupe original dans la nouvelle formation. Depuis, le guitariste et chanteur Mark Farner poursuit une carrière solo en faisant des tournées reprenant des anciens succès du groupe.

## Membres

### Membres actuels
- Max Carl - chant, guitare rythmique, chœurs (depuis 2000)
- Don Brewer - batterie, chant (1969–1977, 1980–1983, depuis 1996)
- Mel Schacher - basse (1969–1977, 1980–1981, depuis 2000)
- Tim Cashion - claviers, chœurs (depuis 2000)
- Mark Chatfield - guitare solo, chœurs (depuis 2024)

### Anciens membres
- Mark Farner - guitare, chant, claviers (1969–1976, 1980–1983, 1996–1999)
- Dennis Bellinger - basse (1980–1983)
- Howard Eddy, Jr. - claviers (1996–1999)
- Craig Frost - claviers (1972-1976)
- Dennis Bellinger - basse (1981 - 1983)
- Rick Baker - claviers (1981 - 1983)
- Howard Eddy, Jr. - claviers, guitare rythmique, chœurs (1996 - 1998)
- Lance Duncan Ong - claviers (1981)
- Stanley Sheldon - basse (2018)
- Bruce Kulick - guitare (2000-2023)

## Discographie
- 1969 : On Time
- 1969 : Grand Funk (The Red Album)
- 1970 : Closer to Home
- 1970 : Live Album
- 1970 : Survival
- 1971 : E Pluribus Funk
- 1972 : Mark, Don and Mel 1969-1971
- 1972 : Phoenix
- 1973 : We're an American Band
- 1974 : Shinin' On
- 1974 : All the Girls in the World Beware!!!
- 1974 : Monumental Funk (album non-officiel sorti en 1974 et ne contenant que six chansons)
- 1975 : Caught in the Act
- 1976 : Born to Die
- 1976 : Good Singin' Good Playin'
- 1981 : Grand Funk Lives
- 1983 : What's Funk?